# Alain Freixe
Pour les articles homonymes, voir Freixe.
 (août 2022).
 (novembre 2019).
Si vous disposez d'ouvrages ou d'articles de référence ou si vous connaissez des sites web de qualité traitant du thème abordé ici, merci de compléter l'article en donnant les références utiles à sa vérifiabilité et en les liant à la section « Notes et références ».
Alain Freixe est un poète et critique littéraire, né le 3 décembre 1946, à Perpignan.

## Biographie
Alain Freixe vit à Nice. Il s'adonne à la poésie et à la critique littéraire.
Professeur de lettres à la retraite, il est conseiller poésie du recteur de l’académie de Nice, d’abord à l’Action Culturelle, puis à la Délégation Académique des Arts et de la Culture (DAAC) entre 1990-1991 et 2008.
De 1996 à 2016, il anime l’Association Podio, pour la défense et l’illustration de la poésie, à Grasse. Il fait partie des comités de pilotage de deux manifestations poétiques : La poésie a un visage (1999-2010) et La poésie des deux rives (2004-2014).
Il crée en 2007 (et anime depuis) une structure éditoriale consacrée au Livre d’artiste, dialogue  entre écriture et art plastique par un écrivain ou un écrivain et un plasticien: Les Cahiers du Museur.
Il fait la chronique de la poésie dans Le Patriote Côte d’Azur (PCA) ainsi que dans diverses revues de poésie (Friches, Europe, Revue des Belles-Lettres, Phoenix…).
Il est vice-président de l'Association des Amis de l'Amourier et Vice-Président du Centre Joë Bousquet et son Temps, à la Maison des Mémoires à Carcassonne.

## Livres et articles hors notes de lecture publiés depuis 2020
Livres courants :
- Il court, il court le poème, Tome 1 avec Amélie Camatte éditions jenfaistouteune histoire, 2020
- Il court, il court le poème, Tome 2 avec Annick Manbon  éditions jenfaistouteune histoire, 2020
- Qui vient suivi de Seul le présent, septembre 2021, collection Fonds de Poésie, L’Amourier
- Demain, l’oiseau, avec des reproductions de peintures d’Henri Baviera, septe/oct 2021
- Traces du temps, en collaboration avec Bernard Noël, Raphaël Monticelli et des œuvres de Leonardo Rosa, l’Amourier, réédition dans la collec tion L’Amble du livre de 2003, septembre 2021
- J’ai senti ton absence exacte à l’heure du rendez-vous, poèmes de Marie-Claude Grail, textes de Daniel Biga et Alain Freixe, dessins d’Ernest Pignon-Ernest, L’Amourier éditions, septembre 2021
- Les mains heureuses, La Rumeur Libre, juin 2022
- Dans le non de l’automne, c’est un oui que j’entends, Les Cahiers du loup bleu, 2022
- Quand la main se fait crabe, avec et sur des baches de Jean-Marc Scanreigh, collec Esdée-Manie, Esdée édition, 2024
- Tout sera oublié, photographies d’Arto Pazat, collec Esdée-Manie, éditions Esdée octobre 2024

Livres d’artiste :
- Sur les bords du ravin noir, sur une proposition de Youl, 3 exemplaires, Janvier 2020
- Bleu sourire, Pour un LP, collec « la dernière bande », sur une proposition de Giraud Cauchy ), 4 exemplaires, janvier 2020
- C’est comme quand ça souffle, Sur une proposition de Max Partezana, 5 exemplaires, avril 2020
- Dans l’effacement des primevères, sur une proposition de Paola Di Prima, 2 exemplaires, avril 2020
- Un jour de mars, avec Jean-Marc Scanreigh, Collec A Côté, Les Cahiers du Museur, 2020
- Route, sur une proposition de Youl, 2 exemplaires, avril 2020
- Lune noire, prise d’air, sur une proposition de Paola di Prima, 2 exemplaires, mai 20290
- Les Martinets, livre de/avec Maria Desmée, 6 exemplaires, juillet 20290
- Reprise / Retrait, Livre de/avec Max Partezana, 4 exemplaires, juillet 2020
- Abandon/Départ, Livre de/avec Max Partezana, 4 exemplaires, juillet 2020
- Aux gardiens désarmés, livre de Youl, 2 exemplaires, juillet 2020
- Le jour mais quel avec des peintures de Francesca Caruana, collec. Connivences, Les Cahiers du Museur, 2020
- A las cinco de la tarde, dessins et peintures de Michel Fourquet, collec. Connivences, Les Cahiers du Museur, 2020
- Comme si de rien, peinture de Claudie Poinsard, Collec A Côté, Les Cahiers du Museur, 2020
- A la dérobée, peinture de Béatrice Englert, Collec A Côté, Les Cahiers du Museur, 2020
- Revenantes, mes amies, peinture de Mylène Besson, Collec A Côté, Les Cahiers du Museur, 2020
- Voussures d’automne, 2 exemplaires, pour Youl, oct 2020
- Dans cet arbre…, proposition de Max Partezana, 4 exemplaires, Nov 2020
- Jusqu’aux miroirs, 2 exemplaires, proposition de Youl, Janvier 2021
- Dans les bandes, 2 exemplaires, proposition de Youl, Janvier 2021
- Madame dans les Alpes, avec Jean-Jacques Laurent, Livre Pauvre, collection Rimbaud, 4 exemplaires, février 2021
- La musique et sa lumière, avec Daniel Mohen, Livre Pauvre, collection La Fontaine, 4 exemplaires, février 2021
- Lavoir, avec Jaume Saïs pour un Livre Pauvre, 2021
- Entrer dans la saison, avec Michel Fourquet pour un Livre Pauvre, 2021
- Lagune, collection « Jardins sans rives » de Caroline François-Rubino, 6 exemplaires, avril 2021
- Là, la lumière, 2 photographies de Joël Desbouiges, collection « à l’entre-deux », Les Cahiers du Museur, 16 exemplaires, mars 2021
- Averse de lumière, sur une proposition de Martine Moreau, Les Cahiers du Museur, Hors Collection, 21 exemplaires, avril 2021
- Nature Vive, avec Jean-Marc Scanreigh, Hors Collection, 4O exemplaires plus 10 de têtes, mars 2021
- Jusqu’à ce que reprenne le feu, avec des gravures de Lionel Balard, 4 exemplaires, 5 gravures/5 textes dans chaque exemplaire, Les Cahiers du Museur, Hors Collection, avril 2021
- Rivière Noire, sur une photographie de Jaume Saïs, Les Cahiers du Museur, collection A Côté, mai 2021
- Au plus noir des naissances, collection de Paola di Prima, 4 exemplaires, mai 2021
- Présence, sur une proposition à 7 exemplaires de Max Partezana, mai 2021-05-07
- Questions simples, sur une proposition de Youl à 2 exemplaires, mai 2021
- Sombres temps, sur une proposition de Youl à 2 exemplaires, mai 2021
- Les Kouroï de Naxos, 2 photographies de Maqrie José Freixe, collection A l’entre-deux, Les Cahiers du Museur, 2021
- Quand passe l’éternité, Livre Pauvre, collection « flash », 2 exemplaires, proposition de Daniel Leuwers, juillet 2021
- Le dit de l’arbre, 2 photographies de Frédéric Lefeuvre, collection A l’entre-deux, Les Cahiers du Museur, 2021
- Midi Noir, Livre Pauvre, collection « Grécité », 4 exemplaires, proposition de Max Partezana, juillet 2021
- Branches, lignes noires et vent blanc, 2 photographies de Cécile Oriot, collection A l’entre-deux, Les Cahiers du Museur, 2021
- C’était après le jour, pixoplastie de Jacques Godard, Collec A Côté, Les Cahiers du Museur, 2021
- Ravin noir, peinture de Joël Frémiot, Collec A Côté, Les Cahiers du Museur, 2021
- Cendres vives, peinture de Martine Moreau, Collec A Côté, Les Cahiers du Museur, 2021
- C’est sourire sur la route, 2 exemplaires avec Youl, 6 exemplaires avec Danielk Mohen dont 4 pour « L’eau et les rêves » de Daniel Leuwers
- Des portes, sur une proposition de Youl, 2 exemplaires, mars 2022
- Scintillement, proposition de Max Partezana, 4 exemplaires, mars 2022
- Chaos sensible, proposition de Max Partezana, 4 exemplaires, mars 2022
- La mort râtelle, proposition de Max Partezana, 4 exemplaires, mars 2022
- Gel toujours futur, proposition de Max Partezana, 4 exemplaires, mars 2022
- Miroirs voilés, proposition de Max Partezana, 4 exemplaires, mars 2022
- Vacillement, sur une proposition de Youl, 2 exemplaires, mai 2022
- Partir, sur une proposition de Ghislaine Léjard, 3 exemplaires, mai 2022
- L’automne et ses lueurs, sur une proposition de Youl, 2 exemplaires, août 2022
- Le vol de la caresse, dessins d’Alain Lestié, Collec A Côté, Les Cahiers du Museur, sept 2022
- Quand le temps fait la pause, peintures de Béatrice Englert, Collec A Côté, Les Cahiers du Museur,
- Sur la main heureuse, écritures de Gérard Eli, Collec A Côté, Les Cahiers du Museur, sept 2022
- Plus loin, si loin, Gravure d’Hélène Baumel, Collec A Côté, Les Cahiers du Museur, sept 2022
- Sans écho, la réalité, LP à 2 exemplaires, collec « Vues », oct 22
- Au perdu, LP à 2 exemplaires, collec « Vues », oct 22
- Onze traces, sur une proposition de Youl à deux exemplaires, 01 novembre 2022
- Verdure sur Verdun, pour un LP, collection « Verdun », avec Martin Miguel, Novembre 2022
- Entre œil et main, sur 2 photographies de Sylvie Tubiana, 10 exemplaires, décembre 2022
- Vers la Castellane, Hors collection A Côté, Les Cahiers du Museur, 14 exemplaires, décembre2022`
- Rien à voir, Sur une proposition de Youl à 2 exemplaires, texte venu des envois 123 et 124 à F.Lefeuvre)
- Transaction secrète, Sur une proposition de Max Partezana à 4 exemplaires, mars 2023
- Dans ce toujours plus de jour qui fait le jour, LP collec « L’arrière-Pays », 4 exemplaires, avec Odile Marot, mars 2023
- Hiver, LP collec «Chants de la Balandrane », 4 exemplaires, avec Odile Marot, mars 2023
- à Madame***, LP « vues », 2 exemplaires, juillet 23
- La musique, et après, sur une proposition de Youl, 2 exemplaires, le 21 oct 23-) Texte venu de « La musique éperdument pour Fernanda Fedi, La Diane Française)
- Debout, finalement, image de Jaume Saïs, pour un LP « J’ai fait un rêve », 4 exemplaires, 24 octobre 2023
- La faute aux grandes pierres, peintures de Jean-Jacques Laurent, pour un LP « J’ai fait un rêve », 4 exemplaires, 24 octobre 2023
- Un coquelicot, peut-être…, photographie de Frédéric Lefeuvre, pour un LP « Verdun », 4 exemplaires, 25 octobre 2023
- Ruines, peintures de Paola Di Prima, pour un LP « Verdun », 4 exemplaires, 25 octobre 2023
- Pour une transaction secrète, sur une proposition de Max Partezana, 4 exemplaires, été 2023
- La Faute aux grandes pierres, LP avec Jean-Jacques Laurent, collec « j’ai fait un rêve, automne 2023.
- Un coquelicot, peut-être, LP , collec « Verdun », été 2023
- Debout, finalement, LP collec « Verdun, été 2023
- A la ruisselante, peintures de Jacques Capdeville, Collec A Côté, Les Cahiers du Museur, été 2023
- Partir, peintures de Ghyslaine Léjard, Collec A Côté, Les Cahiers du Museur, sept 2022
- Main-Torrent, peintures de Daniel Mohen, Collec A Côté, Les Cahiers du Museur, sept 2022
- A ce qui demeure dans l’air, peintures de Caroline François-Rubino, Collec A Côté, Les Cahiers du Museur, automne 2023
- Pagus, peintures de Ghyslaine Lejard, Collec A Côté, Les Cahiers du Museurautomne 2023
- A la main qui passe, peintures d’Odile Marot, Collec A Côté, Les Cahiers du Museur, automne 2023
- Vacillement, intervention d’Emma Schulman, Collec A Côté, Les Cahiers du Museur, automne 2023
- Dans les mouillères de l’orage, peintures de Laurent Grison, Collec A Côté, Les Cahiers du Museur, automne 2023
- A la surgissante, avec 3 photographies de Thomas Riehl, collec à l’entre-deux, hiver 2023
- Marche à suivre, avec 3 photographies de Rémy Saglier, collec à l’entre-deux, automne 2023
- Vienne l’autre temps, interventions de Gino Gini, Les cahiers du Museur, Collection manuscrits, 8 exemplaires, Janvier 2024
- Petit matin, interventions de Fernanda Fedi, Les cahiers du Museur, Collection manuscrits, 8 exemplaires, Janvier 2024
- C’est parti !, LP collection « odalisques », 4 exemplaires avec Martin Miguel, janvier 2024
- Figurer l’absence, LP collection « odalisques », 4 exemplaires avec Daniel Mohen, janvier 2024
- Quelque chose peut arriver, LP collection « odalisques », 4 exemplaires avec Max Partezana, janvier 2024
- Ne pouvoir rendre grâce, avec Francesca Caruana, collection dédicassins, Les Cahiers du Museur, 2024
- Neige aveugle, interventions de Francesca Caruana, collection manuscrits, Les cahiers du Museur, 2024
- Matin petit, proposition de livre peint par Paola Di Prima, 2 exemplaires, février-mars 2024
- Qui est là ?, peintures de Jean-Michel Marchetti, Collec A Côté, Les Cahiers du Museur, automne 2024
- Dans nos sombres temps, peintures de Patrick Soladie, réalisé en janvier 2024 de manière posthume, collec A Côté, Les Cahiers du Museur-
- Comment faire régner la nuit, intervention de Jean-Michel Marchetti, Collec. Manuscrits, Les Cahiers du Museur, 8 exemplaires, mars 2024
- Blanc Brasier, intervention de Martin Miguel, Collec. Manuscrits, Les Cahiers du Museur, 8 exemplaires, mars 2024
- Tout est si calme, Livre Pauvre, collec Le champ, 2 photographies de Jean-Michel Marchetti, 4 exemplaires, mars 2024
- A contre gris, photographie de Jaume Saïs, Collec Manuscrits, Les Cahiers du Museur, 8 exemplaires, mars 2024
- Le sourire du chat, intervention de Max Partezana, Collec Manuscrits, Les Cahiers du Museur, 8 exemplaires, mars 2024
- Quelque chose passe, intervention de Daniel Mohen, Collec Manuscrits, Les Cahiers du Museur, 8 exemplaires, mai 2024
- Rues, Textes Joyeux à 3 exemplaires pour Daniel Leuwers, mai 2024
- Raies/Couleurs- Sur une proposition de Max Partezana, 4 exemplaires, juillet 2024
- Arbre dans le ciel, intervention de Jean-Marc Brunet, Collec A Côté, Les Cahiers du Museur, automne 2024
- Ce qui s’entend, parfois, intervention de Marie Alloy, Collec A Côté, Les Cahiers du Museur, automne 2024
- Cascade, intervention d’Annick Manbon, Collec Manuscrits, Les Cahiers du Museur, 8 exemplaires + 10 exemplaires notés EA, juillet 2024
- Fuir, intervention de Youl, 4 exemplaires, juillet 2024
- De et en et, intervention de Francesca Caruana, 4 exemplaires, juillet 2024
- La faute aux grandes pierres, LP avec Jean-Jacques Laurent, 4 exemplaires, septembre 2024
- La musique et le temps, interventions de Fernanda Fedi, collec ; Dédicassins, Les Cahiers du Museur, octobre 2024
- Et le temps, tu le vois, dis ?, interventions de Gino Gini, collec ; Dédicassins, Les Cahiers du Museur, octobre 2024
- Comme la vague, le temps, interventions de Gino Gini et Fernanda Fedi, 4 exemplaires, octobre 2024
- Démaquiller la réalité, proposition de Youl, 2 exemplaires, octobre 2024

Livres de bibliophilie :
- Porte, sur une proposition plastique de Martin Miguel, 21 exemplaires, printemps 2020
- La musique, éperdument, Portfolio avec 5 œuvres/collages de Fernanda Fedi, La Diane Française, 2020
- Quand blanches sont les ombres, Feuille de céramique avec Gérard Eli, La Diane Française, 2020
- Passage du corbeau, avec Yves Picquet, éditions Double Cloche, 8 exemplaires, juillet 2020.
- Jeux de confinement, co-écrit avec Raphaël Monticelli, 8 œuvres d’Henri Baviera, Carmen Boccu, Martin Miguel, Remo Giatti, La Diane Française, mai/juin 2020
- Sortir au jour, avec Germain Roesz, éditions de l’Ormaie, septembre 2020
- Premières pluies, premières brumes, avec Jean-Marc Brunet, Aencrages & Co, collection Livres d’artiste, 21 exemplaires, février 2021
- L’imprévisible, ami, l’imprévisible, éditions d’art FMA, interventions de Bernard Alligand, 30 exemplaires + 1 HC, 3 exemplaires de chapelle, 2021
- La nuit, la source, avec des peintures de Robert Lobet, éditions de la Margeride, 2021
- Ophidie dance, La Diane Française, 5 gravures d’Eric Massholder, octobre 2021
- Jean-Jacques Laurent Ymagier, avec Raphaël Monticelli et des gravures de Jean-Jacques Laurent, La Diane Française, collection L’Art au carré, novembre 2021
- Prendre le temps, Avec Yves Picquet, éditions double cloche, 6 exemplaires, février 2022
- Peu de chose en vérité, Avec Jean-Marc Brunet, Librairie-Galerie Laure Matarasso, septembre 2022
- Entrebescar, Editions A/B, Leporello proposé avec une gravure de Jean-Marc Brunet, 12 exemplaires + 3 EA, septembre 2022
- Pas de vagues entre nous…, Les Cahiers du Museur, Hors Collection, 5 exemplaires, avec 3 peintures originales de Francesca Caruana, printemps 2024
- Raphsodie musaïque, pour Fernanda Fedi, La Diane Française, février 2024
- Où tout arrive, suivi de Chevaux de frise, six peintures de Franta, éditions de l’Ormaie, 17 exemplaires, Nov-Déc 2024
- En route vers les images, pixoplasties de Jacques Godard, éditions de l’ormaie, novembre 2024

Divers :
- Sur les bords glacés de la nuit noire, reproduction d’un A Côté, dans une monographie de Roland Kraus, éditions de l’Ormaie, mars 2022.
- Où tout arrive, catalogue Franta, expo à l’Unesco-Paris, 2023
- Lire Joë Bousquet aujourd’hui ? in Dossier de la revue Europe, Octobre 2023
- Sortir au jour, reprise dans la revue PAN N°4, sept 22
- Dans les mouillères de l’orage, Anthologie « Le feu », éditions Henry, 2023
- Jour encore, nuit déjà, Revue Cairns 32, sur « Frontières », 2023
- Où tout arrive, Anthologie « Frontières » (Pdes P 23), Doucey-La rumeur libre, 2023
- Juste une meurtrière, in revue Faire Part, octobre 2023
- Border Haut, anthologie « Montagnes, chemin d’écritures », Voix D’Encre, Nov 2023
- Au plus noir des naissances, catalogue de l’expo Cosmographie de Paola Di Prima, Galerie Borromée (Montpellier-, mars 2024
- Au temps, la louange, catalogue pour l’exposition L’éloge du temps, Galerie Depardieu à Nice, Décembre 2024

Liens externes
- Notices d'autorité :   - VIAF
  - ISNI
  - BnF (données)
  - IdRef
  - LCCN
  - GND
  - Pays-Bas
  - WorldCat
- Présentation sur le site Terre de femmes.
- Présentation sur le site de l'écrivain Claude Ber.
- Présentation sur le site Recours au poème.
- Présentation sur le site du Printemps des poètes.
- Blog d'Alain Freixe.
- Présentation sur le site Terre et ciel.
- Bribes-en-ligne.fr.